# Charles Lightoller

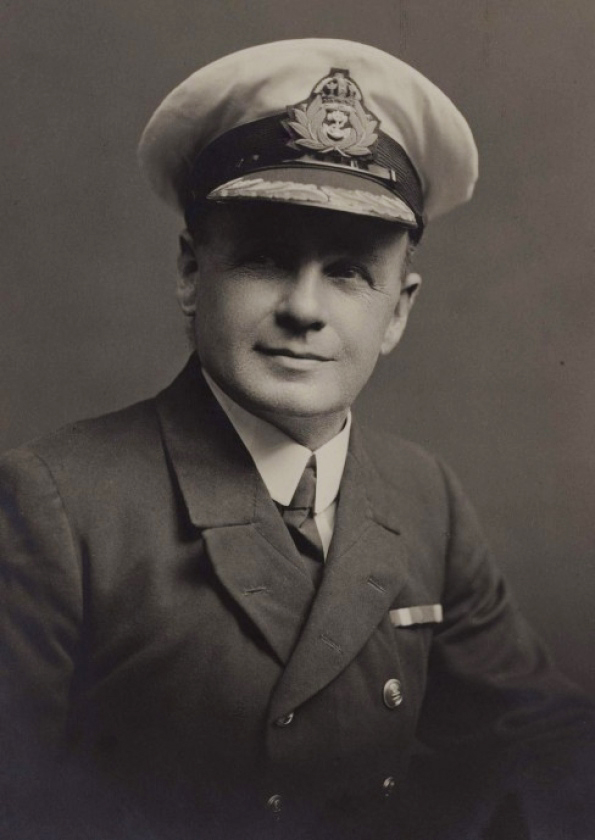

Charles Herbert Lightoller (ur. 30 marca 1874, zm. 8 grudnia 1952) – drugi oficer na RMS „Titanic”. Podczas ewakuacji do szalup wpuszczał tylko kobiety i dzieci. Znalazł schronienie na przewróconej szalupie B. Był najstarszym rangą członkiem załogi, który przeżył katastrofę statku 14 kwietnia 1912. Zeznawał potem, że „Titanic” tonął w całości, jednak dziś wiadomo, że się przełamał.
Pracę na morzu rozpoczął w lutym 1888 jako praktykant na żaglowcu „Primrose Hill”. W 1895 roku przeszedł z żaglowców na statki parowe. Płynąc na SS „Suevic” poznał swoją przyszłą żonę.
Postać Charlesa Lightollera pojawia się w filmie Titanic Jamesa Camerona. W rolę tę wcielił się Jonathan Phillips.